# سیارک ۳۹۲۰
سیارک ۳۹۲۰ (به انگلیسی: 3920 Aubignan، نامگذاری:1948WF) سه هزار و نهصد و بیستمین سیارک کشف شده‌است که در ۲۸ نوامبر ۱۹۴۸ کشف شد.
قدر مطلق سیارک برابر ۱۳٫۲۰ است.